# 케이스옵시스
케이스옵시스(학명:Caseopsis agilis)는 도마뱀목 카세아과에 속하는 도마뱀이다. 지금은 멸종된 종으로서 전체적인 몸길이가 1.5m~3m인 거대한 도마뱀에 속한다.

## 특징
케이스옵시스(Caseopsis)는 약 3미터(10피트) 길이의 대형 펠리코사우루스의 멸종된 속이다. 카제옵시스는 펠리코사우루스가 더 발달된 테라피드로 대체되기 전인 초기 페름기 후기(쿵구리아 시대)에 살았다. 그것은 몸이 가볍고 민첩한 생물이었다. 이 종이 디메트로돈과 같은 큰 포식자를 앞지르고 탈출하는 것이 가능했을지도 모른다. 케이스옵시스는 이러한 특징을 뒷받침하기 위해서 잘 발달된 앞다리와 뒷다리가 특징이며 이를 통하여 지상에서 먹이를 사냥하거나 천적을 따돌릴 때에 매우 요긴하게 사용되었을 것으로 보인다. 양턱에는 총 15~25개의 톱니 모양의 이빨을 가지고 있다. 먹이로는 당대에 매우 번성하였던 곤충, 절지동물, 무척추동물과 같은 육식성의 먹이와 식물의 잎, 열매, 씨앗과 같은 초식성 먹이까지 같이 섭이했던 잡식성의 도마뱀으로 추정되는 종이다.

## 생존시기와 서식지와 화석의 발견
케이스옵시스가 생존했었던 시기는 고생대의 페름기로서 지금으로부터 2억 9000만년전~2억 4500만년전에 생존했었던 종이다. 생존했었던 시기에는 북아메리카를 중심으로 하여 당시에 존재했었던 초원, 산림 등에서 주로 서식했었던 도마뱀이다. 화석의 발견은 1962년에 미국과 캐나다의 페름기에 형성된 지층에서 미국의 고생물학자인 올슨에 의하여 처음으로 화석이 발견되어 새롭게 명명된 종이다.

## 같이 보기
- 파충류
- 고생대
- 페름기
- 도마뱀
- 화석